# Taxeotis subvelaria
Taxeotis subvelaria là một loài bướm đêm trong họ Geometridae.